# Amatonga
Amatonga is een geslacht van rechtvleugeligen uit de familie Euschmidtiidae. De wetenschappelijke naam van dit geslacht is voor het eerst geldig gepubliceerd in 1945 door Rehn & Rehn.

## Soorten
Het geslacht Amatonga omvat de volgende soorten:
- Amatonga inhacae Descamps, 1973
- Amatonga spicata Rehn & Rehn, 1945